# Pregària d'abandó

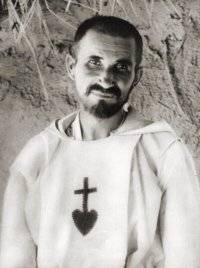
Foto de Charles de Foucauld.

La pregària d'abandó o pregària d'abandonament a Déu Pare és una pregària resultant de l'espiritualitat de Charles de Foucauld. Arran dels escrits de Foucauld, es va convertir en el símbol de la seva espiritualitat, principalment en la confiança en Déu Pare.

## Pregària
Després de la mort de Charles de Foucauld, apareixen les primeres congregacions basades en l'espiritualitat de Foucauld. La fundadora de les Germanetes de Jesús, Magdeleine Hutin, i els primers germans de Charles de Foucauld començaren a recitar aquesta oració simplificant-ne el text per evitar repeticions. Entre els anys 1940 i 1950 la pregària de Charles de Foucauld pren la seva forma definitiva:
Pare, em poso a les vostres mans.

Feu de mi el que vós voleu.

Sigui el que sigui, us en dono gràcies.

Estic disposat a tot.

Ho accepto tot,

amb tal que es compleixi la vostra voluntat

en mi i en totes les criatures.

No desitjo res més, Pare.

Us encomano la meva ànima,

us la dono amb tot l'amor que sóc capaç,

perquè us estimo i necessito donar-me,

posar-me a les vostres mans sense límits,

amb infinita confiança,

perquè vós sou el meu Pare.